# Arindj
Arindj o Arinj (in armeno Առինջ?) è un comune dell'Armenia di 5 385 abitanti (2009) della provincia di Kotayk'.